# Paraleptynia
Paraleptynia är ett släkte av insekter. Paraleptynia ingår i familjen Heteronemiidae.
Kladogram enligt Catalogue of Life:
| Paraleptynia | \| \| Paraleptynia catastates \| \| \| \| \| \| Paraleptynia fosteri \| \| \| \| |
|              | \| \| Paraleptynia catastates \| \| \| \| \| \| Paraleptynia fosteri \| \| \| \| |
|              | Canuleius                                                                        |
|              |                                                                                  |
|              | Ceroys                                                                           |
|              |                                                                                  |
|              | Heteronemia                                                                      |
|              |                                                                                  |
|              | Minteronemia                                                                     |
|              |                                                                                  |
|              | Parabacillus                                                                     |
|              |                                                                                  |
|              | Pygirhynchus                                                                     |
|              |                                                                                  |
|              | Spinonemia                                                                       |
|              |                                                                                  |
|              | Splendidonemia                                                                   |
|              |                                                                                  |
|              | Xeropsis                                                                         |
|              |                                                                                  |
|              | Xiphophasma                                                                      |
|              |                                                                                  |
|              | Paraleptynia catastates                                                          |
|              |                                                                                  |
|              | Paraleptynia fosteri                                                             |
|              |                                                                                  |

|  | Paraleptynia catastates |
|  |                         |
|  | Paraleptynia fosteri    |
|  |                         |